# Reese Hoffa
Reese Hoffa (ur. 8 października 1977 w Evans) – amerykański lekkoatleta specjalizujący się w pchnięciu kulą.
Trzykrotny uczestnik igrzysk olimpijskich – w 2004 w Atenach odpadł w eliminacjach, w 2008 w Pekinie zajął siódme miejsce, a w 2012 w Londynie zdobył brązowy medal. Złoty medalista mistrzostw świata oraz halowych mistrzostw świata. Wielokrotnie stawał na podium mistrzostw USA oraz mistrzostw NCAA.

## Kariera
W 2001 po uplasowaniu się na trzecim miejscu czempionatu NCAA wystartował w uniwersjadzie zajmując na tej imprezie dziewiąte miejsce. Pierwszy medal dużej imprezy zdobył w 2003 wygrywając igrzyska panamerykańskie. Zimą kolejnego sezonu został w Budapeszcie halowym wicemistrzem globu. Bez powodzenia odpadając w eliminacjach wystartował w konkursie kulomiotów na igrzyskach olimpijskich w 2004, który rozegrano w historycznej Olimpii. Złoty medalista halowych mistrzostw świata z 2006. W 2007 został w Osace mistrzem świata, a w 2008 najpierw zdobył srebro halowego czempionatu globu oraz był siódmy na igrzyskach olimpijskich. Tuż za podium – na czwartym miejscu – zakończył start w mistrzostwach świata w 2009. W 2011 był piąty na mistrzostwach świata, a sezon 2012 rozpoczął od czwartej lokaty podczas halowych mistrzostw świata. Brązowy medalista igrzysk olimpijskich w Londynie (2012). Zwycięzca łącznej punktacji Diamentowej Ligi 2012 w pchnięciu kulą. Czwarty zawodnik mistrzostw świata w Moskwie (2013).
Rekordy życiowe: stadion – 22,43 m (3 sierpnia 2007, Londyn); hala – 22,11 m (10 marca 2006, Moskwa). Rezultat Hoffy z Londynu (22,43 m) był najlepszym wynikiem na świecie w 2007 roku, jest także 16. wynikiem w historii światowej lekkoatletyki. Wynik kulomiota z Moskwy (22,11 m) jest 11. rezultatem w historii halowej lekkoatletyki.

## Osiągnięcia

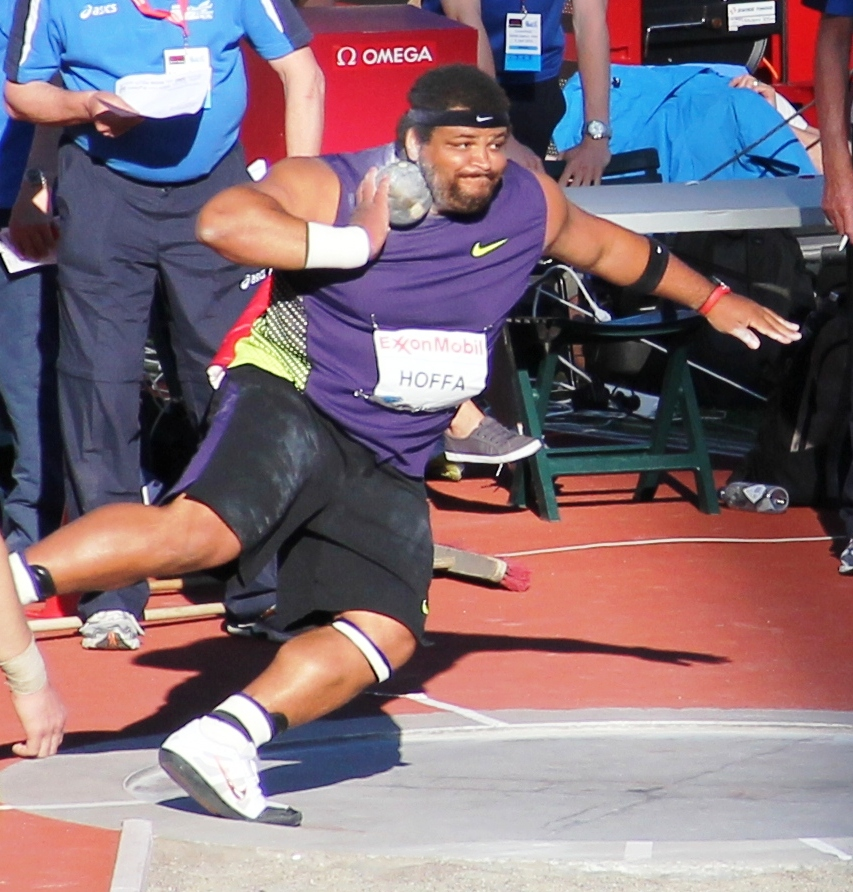
Kulomiot podczas zawodów Bislett Games 2010 w Oslo

| Rok  | Impreza                             | Miejsce           | Lokata            | Wynik |
| ---- | ----------------------------------- | ----------------- | ----------------- | ----- |
| 2001 | Uniwersjada                         | Pekin             | 9. miejsce        | 18,67 |
| 2003 | Igrzyska panamerykańskie            | Santo Domingo     | 1. miejsce        | 20,95 |
| 2003 | Mistrzostwa świata                  | Paryż Saint Denis | el. –             | NM    |
| 2004 | Halowe mistrzostwa świata           | Budapeszt         | 2. miejsce        | 21,07 |
| 2004 | Igrzyska olimpijskie                | Ateny/Olimpia     | el. – 22. miejsce | 19,40 |
| 2004 | Światowy finał lekkoatletyczny IAAF | Monako            | 4. miejsce        | 20,51 |
| 2005 | Światowy finał lekkoatletyczny IAAF | Stuttgart         | 3. miejsce        | 20,87 |
| 2006 | Halowe mistrzostwa świata           | Moskwa            | 1. miejsce        | 22,11 |
| 2006 | Światowy finał lekkoatletyczny IAAF | Stuttgart         | 1. miejsce        | 21,05 |
| 2006 | Puchar świata                       | Ateny             | 2. miejsce        | 20,60 |
| 2006 | DécaNation                          | Paryż             | 1. miejsce        | 18,59 |
| 2007 | Mistrzostwa świata                  | Osaka             | 1. miejsce        | 22,04 |
| 2007 | Światowy finał lekkoatletyczny IAAF | Stuttgart         | 1. miejsce        | 20,98 |
| 2008 | Halowe mistrzostwa świata           | Walencja          | 2. miejsce        | 21,20 |
| 2008 | Igrzyska olimpijskie                | Pekin             | 7. miejsce        | 20,53 |
| 2008 | Światowy finał lekkoatletyczny IAAF | Stuttgart         | 4. miejsce        | 20,37 |
| 2009 | Mistrzostwa świata                  | Berlin            | 4. miejsce        | 21,28 |
| 2009 | Światowy finał lekkoatletyczny IAAF | Saloniki          | 4. miejsce        | 20,66 |
| 2011 | Mistrzostwa świata                  | Daegu             | 4. miejsce        | 20,99 |
| 2012 | Halowe mistrzostwa świata           | Stambuł           | 4. miejsce        | 21,55 |
| 2012 | Igrzyska olimpijskie                | Londyn            | 3. miejsce        | 21,23 |
| 2013 | Mistrzostwa świata                  | Moskwa            | 4. miejsce        | 21,12 |
| 2015 | Mistrzostwa świata                  | Pekin             | 5. miejsce        | 21,00 |